# カンブレーの戦い
カンブレーの戦い（カンブレーのたたかい）は、1917年11月20日から12月7日にかけて行われた、第一次世界大戦におけるイギリスの攻勢作戦である。フランスのノール県にあるカンブレーは、当時ドイツ軍のヒンデンブルク線の一部であるジークフリート線のための重要な補給地点であった。また、近在のブルロンの丘陵には、北方のドイツ軍前線の後背を脅かすという優れた利点があった。この作戦では、実験的に砲兵を運用することも予定されていた。第9歩兵師団の司令官であったヘンリー・ヒュー・チューダー少将は、新しい歩砲連合の戦法を、彼の担当する戦区で施行することを提案した。
作戦準備段階で、王立戦車軍団（Royal Tank Corps, RTC）の参謀将校であったジョン・フレデリック・チャールズ・フラーは、奇襲部隊として戦車を投入するための場所を模索していた。ジュリアン・ビング大将はイギリス第3軍の指揮官についており、戦車部隊を攻撃に参加させることを決定した。
本作戦は、諸兵科連合の作戦を行った際に、最初に戦車を大量投入したとしてしばしば注目される。しかしフランス軍は既に1917年4月に130両以上、5月に48両、10月に92両と、自軍に大量の戦車を配備し、またイギリス軍も同年6月から7月、イープルにて200両以上を展開していた。カンブレー緒戦においてマークIV戦車は成功を収めたが、砲歩兵からなるドイツ軍の守備部隊は、マークIVの装甲の弱点を見つけ出し、これらの車輌は戦闘の2日目以後ほぼ無力化されていた。この戦闘はおおまかに言って、強力な防御陣地に対する奇襲攻撃と技術的優勢を達成した歩砲連合部隊の交戦である。しかし弱かったドイツ側の歩兵と砲兵の防御力は速やかに増強された。イギリス側の攻撃は、ドイツ軍の保持するヒンデンブルク線が突破可能なことを事実として証明した。また、敵砲兵陣地の音源標定や浸透戦術のような、新しい砲兵・歩兵の運用法の価値を示した。これは後の百日攻勢で重要な役割を果たすこととなる。
この戦闘を戦車戦だったとする一般的な認識は、大半が、歴史家としては偏った見方をしたベイジル・リデル＝ハートとJ・F・C・フラーの著述の結果である。彼らの著述は作戦計画への貢献を不正に主張している。ダグラス・ヘイグを批判するリデル＝ハートは、この戦いをドクトリンの「新しい」形を示すものとして使おうとした。1925年から1939年にかけてデイリー・テレグラフおよびタイムズ紙の軍事担当記者であったリデル・ハートの地位が、大衆に広く訴えかけ、はなはだしい影響を与えることを可能にしたのである。近年のいくつかの研究やイギリスの公式戦史では、この戦いにおける彼らの見解を否定している。

## イギリス側の計画
イギリス軍の作戦は、第9歩兵師団の砲兵司令官ヘンリー・ヒュー・チューダーの構想から始まった。1917年8月の時点で彼は准将であり、彼と指揮下の部隊が配置についたIV軍団の場所で、奇襲攻撃の着想を得た。チューダー准将は歩砲連合を主とする攻撃を提案した。またこの作戦は、ドイツ軍の保持するヒンデンブルク線の突破口を確保するため、少数の戦車部隊で支援されうるものだった。ドイツ軍の防衛力は恐るべきものであった。カンブレーはそれまで前線における静かな区域であったため、ドイツ軍は彼らの前線をより縦深的に防御でき、またイギリス側はこれを認知していた。チューダー准将の計画は砲兵と歩兵の戦法に重点を置いた兵科連合における新戦術を試み、強力なドイツ軍の防御陣地に対してこれらがどの程度効果的かを確かめようとするものだった。チューダー准将は、音源標定（敵の砲位置を発砲音から推定する技術）の使用と、敵の砲に反撃しない「無言の標定」を主張し、即座の制圧射撃と奇襲を達成しようとした。チューダー准将はまた、広大な有刺鉄線による防御を排除するために戦車の投入を試み、機甲部隊の支援として、榴弾の爆発によってクレーターができないように設計されたNo. 106榴弾信管を用いることにした。

## 戦闘
11月20日の朝6時頃、戦いは夜明けに開始された。1,003門の火砲から、ドイツ軍の防御の上に、注意深く準備された標定なしの計算射撃の弾幕射撃が行われ、さらに煙幕弾と、移動弾幕射撃が続いた。支援砲撃は、最初の進撃地点の270m前に膚接して行われた。機密保持の努力にもかかわらず、ドイツ軍は十分な警戒を行えるだけの機密情報を既に受け取っていた。Havrincourtへの攻撃が予期され、また戦車が使用されると予想されていた。
攻勢部隊として、プルトニー中将が指揮するIII軍団の歩兵6個師団が右翼を担当し、ウールコンビー中将の指揮するIV軍団が左翼を担当、さらに支援には戦車軍団の9個大隊、約437両が投入された。予備兵力にはIV軍団の1個歩兵師団、キャバナー中将の指揮する騎兵軍団から3個師団が用意された。

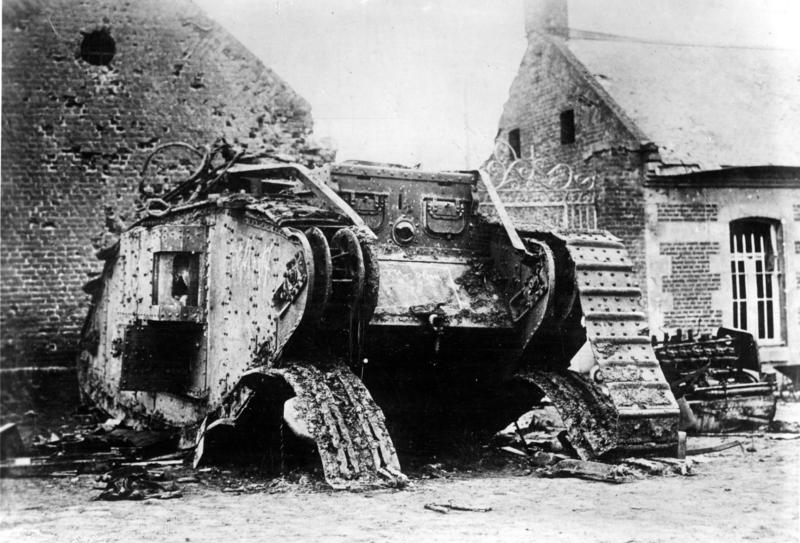
撃破されたイギリス軍の戦車。1917年11月29日。

当初、大部分の戦域でかなりの成功が収められた。また、それは圧勝が手に届くところにあるかのように見えるものであった。ヒンデンブルク線は突破され、最大で8km先まで進撃していた。右翼では第12イースターン師団がLateauの森まで前進し、彼らはそこで塹壕を掘るよう命じられた。イギリス第20ライト師団はLa Vacquerieを強引に通過し、MasnièresにあるSt Quentin運河にかかる橋を確保するために前進した。この橋は通過する戦車の重量に耐えられず崩落してしまったため、そこからの進撃は望めなくなった。中央部では第6師団がRibécourtとMarcoingを占拠したが、騎兵部隊が遅れて通過した際に、この部隊は急襲を受け、Noyellesから後退した。

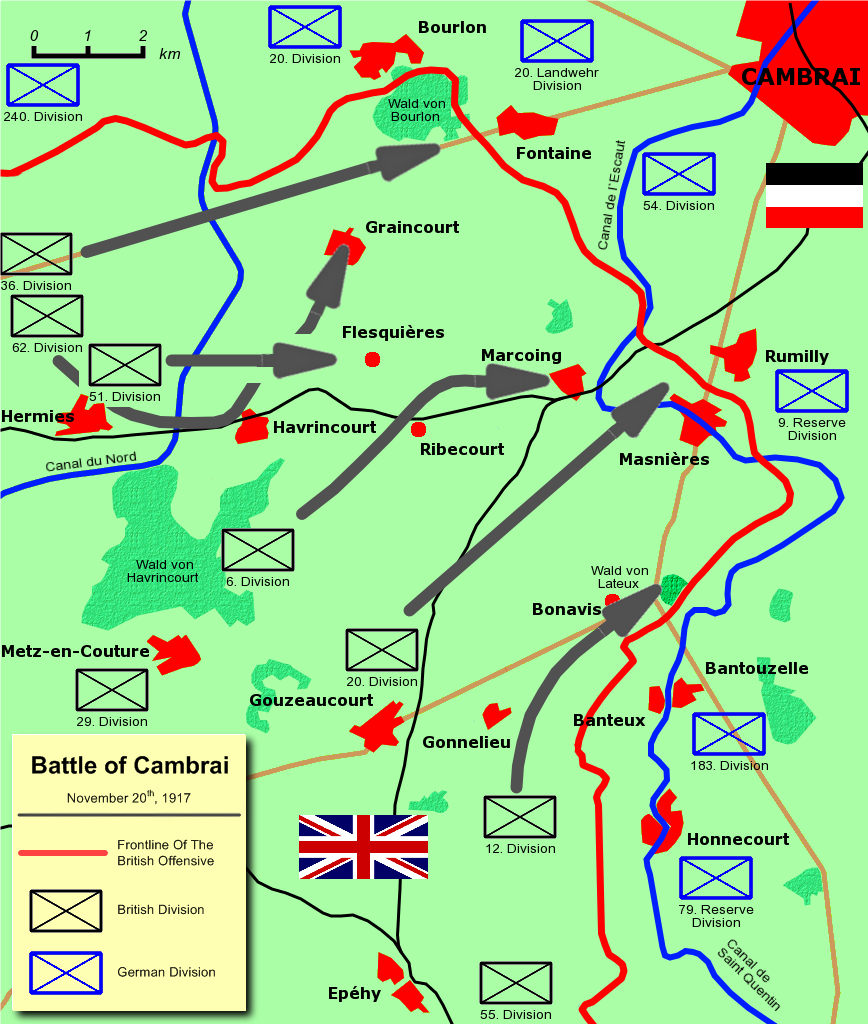
イギリス軍の攻勢。

IV軍団の正面では、イギリス第51ハイランド師団が最初の目標であるFlesquièresで止まってしまい、これによって両側面の師団が縦射にさらされた。第51師団の司令官ジョージ・モンターギュ・ハーパーは、戦車軍団の標準として規定された戦車戦術ではなく彼独自の戦術を用いたが、歩兵および戦車の過度な距離が失敗を招いた。Flesquièresはまた、ドイツ軍の前線において最も強固な地点の一つであり、その側面は別の火点によって支援されていた。防御側はクレープス少佐の指揮下にあり、戦車に対して巧妙に対応した。Krebs指揮下のFlesquières守備部隊は戦車に対して善戦し、ほぼ40両の戦車がFlesquièresの火砲により撃破された。いくつかの報告が、第108野砲連隊の孤立した砲兵員テオドア・クリューガーによって5両が撃破されたと主張している。ヘイグ元帥の発した文書は、日記に残された砲手の勇敢な行為を称えている。クリューガーの行為にはほとんど証拠がないが、最高で9両の戦車の撃破が彼の功績だったという可能性はある。作戦行動中の戦車28両の喪失は、ドイツ軍の火砲によるものと故障によるものが混ざり合っていた。ヘイグ元帥がこの報告によって歩兵と協同の兵科連合に失敗したことを目立たなくしようとしたとも考えられる。というのも、彼は戦車部隊に対して歩兵の支援なしに攻撃を命じていたからである。 後に元帥は、小火器の飛び交う中、戦車を行動させるための砲兵員を引き連れてくるためには小競り合いが可能な歩兵が必要であると正しく結論した。この「伝説的」ドイツ軍人に対する一般的な説明は、イギリス軍の戦車部隊がドイツ軍第54師団に直面していたという事実を無視している。第54師団は対戦車戦術の特別な訓練を受けていた数少ない師団の一つであり、ニヴェル攻勢でフランス戦車と戦った経験があった。このような状況下にあったが、ドイツ軍は夜間にFlesquièresの放棄を余儀なくされた。
Flesquièresの西方では、第62セカンドウェストライディング師団が、HavrincourtとGraincourt間の敵を一掃してBourlon丘陵の森林に達し、またイギリス軍の左翼では第62ウルスター師団がBapaumeとCambrai間の街道に到着した。
戦闘2日目になり、戦車のうち180両が行動不能となっていたが、破壊されたものは65両に過ぎなかった。行動不能車輌のうち71両が機械的な故障によるもので、43両が溝に落ち込んで擱座した。イギリス軍は約4,000名の犠牲者を出し、4,200名の捕虜を連行した。この犠牲者の比率は第三次イープル会戦の半分であり、第三次イープル会戦で3ヶ月かけた進出よりも多くの距離を6時間で進出できた。
イギリス軍はBourlon丘陵への到達に失敗した。ドイツ軍は夜を徹して援軍を急派するよう指示した。ドイツ軍にとって、イギリス軍が初期の獲得領域を完全に利用できていなかったことは安心材料だった。21日に戦闘が再開されたとき、イギリス軍の前進速度はずっと遅くなっていた。
すでに放棄されたFlesquièresと、Cantaingは早朝に占領されたが、イギリス軍は一般に、獲得した領域を広げようとするというより、その地点を強化しようとした。III軍団の行動は停止が命じられ、IV軍団に注意が移った。
進撃はBourlonの丘陵を目指していた。戦闘はBourlonの周辺で激烈であり、森の直前のAnneuxでは高い損耗が生じた。ドイツ軍の反撃は、21日にMoeuvresから、22日にはFontaineからイギリス軍を締めだした。Anneuxが失陥した時でさえ、第62師団はBourlonの森林に進入できずにいた。イギリス軍は突出部で攻撃にさらされたままになっていた。ヘイグ元帥は未だにBourlonの丘陵を欲しており、疲弊しきった第62師団は23日にジョン・ポンソンビーの指揮する第40師団と交代した。約100両の戦車と430門の火砲の支援のもと、第40師団は23日の朝、Bourlon丘陵の森林に攻撃をかけた。しかし彼らはほとんど進めなかった。ドイツ軍は2個師団からなる「Gruppe Arras」を丘陵に配置しており、予備として2個師団が置かれ、さらに「Gruppe Caudry」には増強がなされた。イギリス軍第40師団は丘陵の頂上に到達し、そこを占拠したが、この3日間の彼らの奮闘では4,000名以上の犠牲者が生じた。
多くのイギリス軍の将兵が、森の向こうへ進むために押し込まれたが、しかし、イギリス軍の予備兵力は速やかに消耗し、またより多数のドイツ軍の増援が到着していた。最後のイギリス軍の攻撃は27日、戦車30両で支援される第62師団によって行われた。初期の成功はドイツ軍の反撃によってすぐに元に戻されてしまった。今やイギリス軍は、およそ11km×9.5kmの突出部を持ち、丘陵の頂上に沿った前線を保持していた。28日、攻勢は停止され、イギリス軍の将兵には有刺鉄線を展開して塹壕を掘るよう命令が下った。ドイツ軍は、素早く彼らの砲をイギリス軍の新しい位置へ向けて迅速に集中させた。28日には16,000発以上の砲弾が森林に撃ち込まれた。

## ドイツ軍の反撃

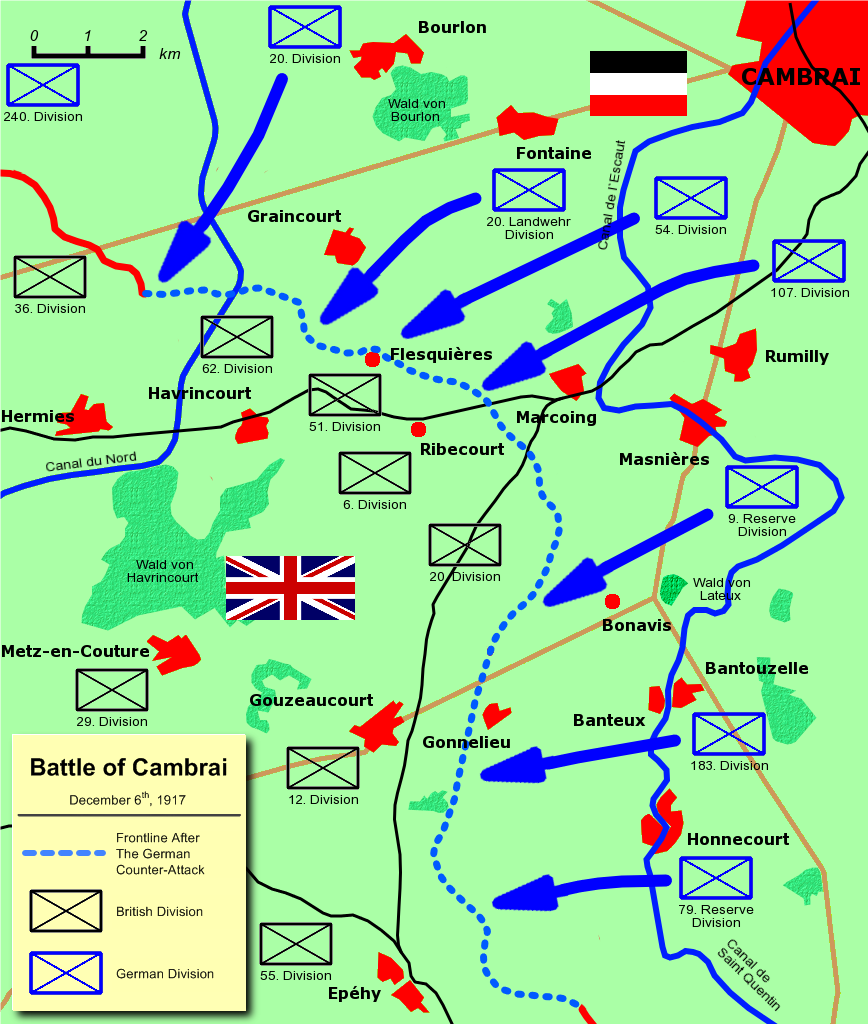
ドイツ軍の反撃。

イギリス軍が丘陵を占めたために、ドイツ軍は地域兵力の増強を開始した。23日という早い段階で、ドイツ軍の司令部はイギリス軍の突破が起らないことを感じ、反撃を考慮し始めた。20個師団がカンブレーの地域に展開された。ドイツ軍はBourlonの突出部を取り戻すことを企図しており、陽動作戦としてHavrincourt周辺でも攻撃を行いIV軍団を拘束した。この攻勢は少なくとも旧来のヒンデンブルク線の位置に達することが期待されるものであった。ドイツ軍は新戦術を用いるつもりであり、この激烈で短く終わる砲撃に続いて迅速な攻撃を行うフーチェルの浸透戦術においては、波状に攻撃をかけるのではなくグループで攻撃し、また強固な抵抗は迂回するよう部隊を指導していた。Bourlonへの最初の攻撃には3個師団からなる「Gruppe Arras」が投入され、これにオットー・フォン・モーザーが任命された。イギリス軍突出部の東部側面では、「Gruppe Caudry」がBantouzelleからRumillyへ攻撃し、Marcoingへの進出を狙った。「Gruppe Busogny」はBanteuxから前進した。これら二個軍支隊は7個歩兵師団を擁していた。
イギリスVII軍団は脅威となる地域の南側にあり、同軍司令官のトーマス・ドイリー・スノー中将は、III軍団にドイツ軍の展開について警告した。

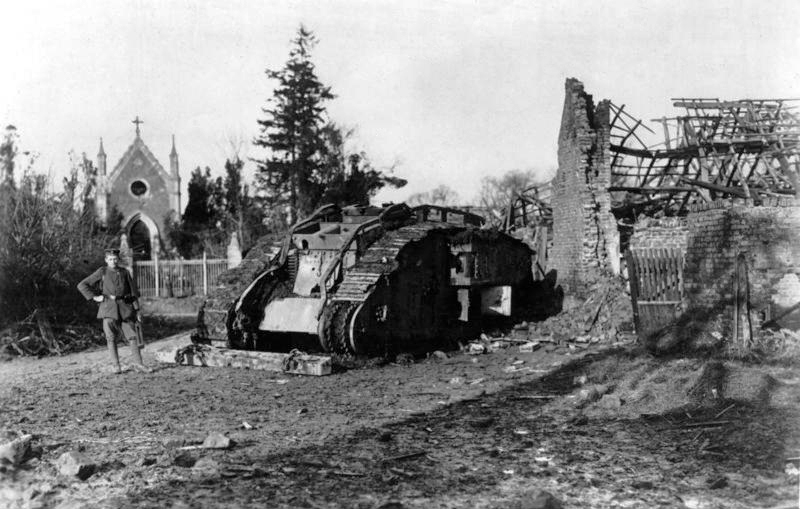
カンブレーにて捕獲されたイギリス戦車。

ドイツ軍の攻撃は11月30日の朝7時に開始された。直後、大多数のIII軍団の師団が激しい交戦状態となった。ドイツ歩兵の前進は予想外に速やかなものだった。イギリス軍第29師団および第12師団の司令官たちはほぼ全員が捕虜となった。ヴィンセント准将は彼の司令部の脱出路を確保するため戦わねばならず、また後退中の部隊からドイツ軍を足止めするための将兵を引きぬかねばならなかった。南方ではドイツ軍の進撃が13kmに渡って広がり、Bourlonへ至る重要なMetzの村まで数マイルにまで迫った。
Bourlonにおいてモーザー麾下の将兵はより強力な抵抗を受けた。イギリス軍は8個師団の火力支援を丘陵へ割り当て、ドイツ軍は多大な犠牲者に苦しんだ。これにもかかわらず、ドイツ軍は近接し、激戦が展開された。イギリス軍の部隊は無謀なまでの決意を示した。8挺の機関銃からなる一部隊はドイツ軍の前進を阻止しようと努力し、70,000発を射撃した。
丘陵を保持しようとするイギリス軍の努力の集中は印象的であったが、他の場所でのドイツ軍の前進の機会を大きくするものでもあった。イギリス軍近衛師団の唯一の反撃とイギリス戦車の到着、それに日没によって戦線は保持された。翌日までにはドイツ軍の進撃の勢いは失われたが、12月3日にはドイツ軍は戦線を押し込みLa Vacquerieを占拠し、イギリス軍はSt Quentin運河の東部から撤退した。ドイツ軍は、Quentinの丘陵から近くのMarcoingまで輪を描く前線へ達した。ドイツ軍がBonvaisの丘陵を占領したことは、イギリス軍によるBourlonの保持を当てにならないものにした。

## 結末

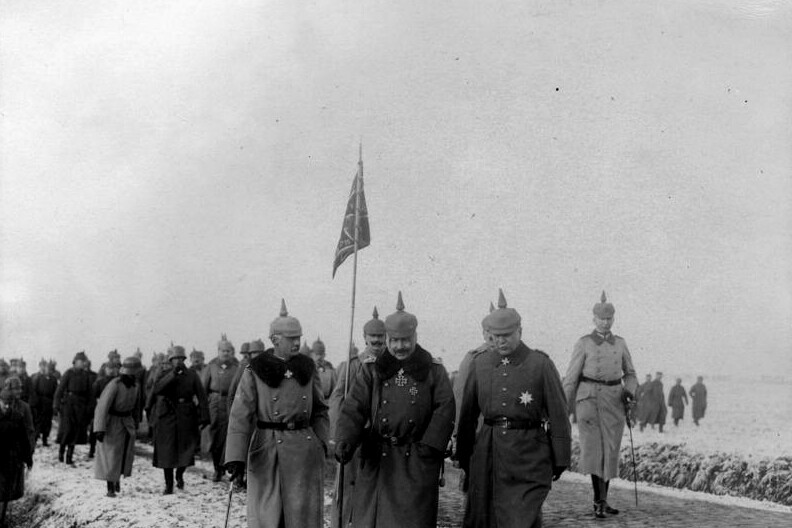
カンブレー近郊の将兵を訪れる途中のマーヴィッツ将軍（右側の人物）とヴィルヘルム2世。1917年12月。

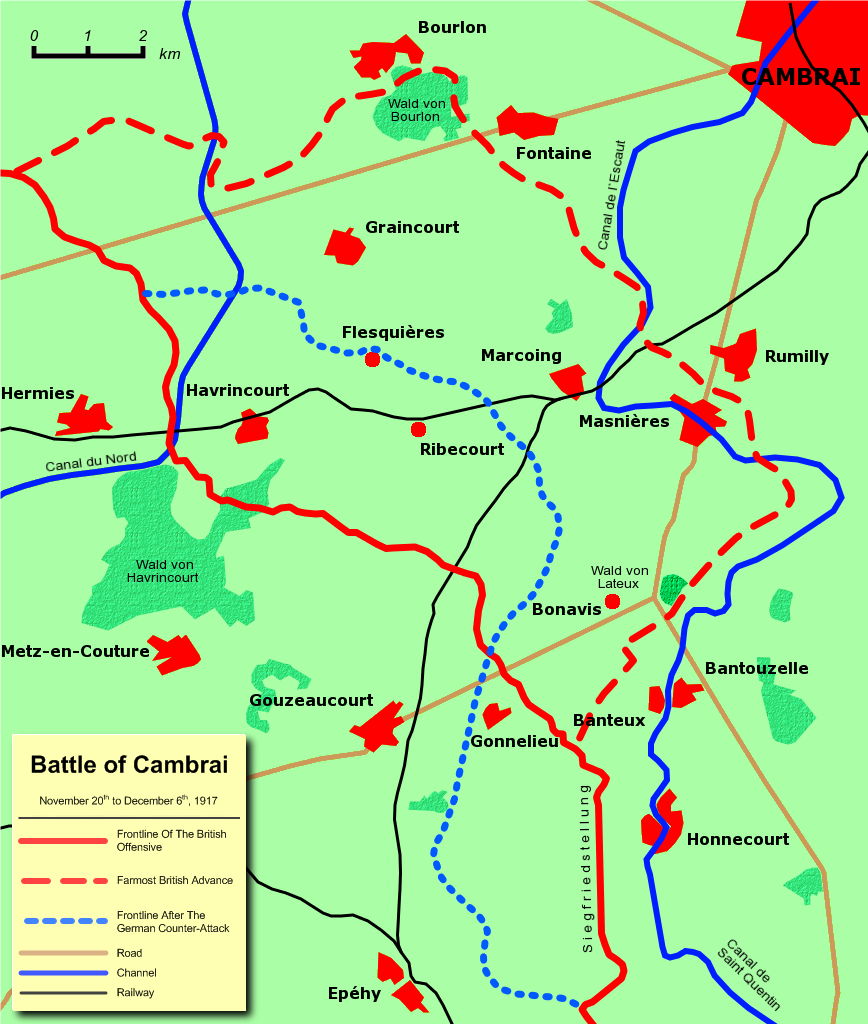
戦闘の前と後の前線の図。

12月3日、ヘイグは突出部の部隊に退却を命じた。そして12月7日までに、イギリス軍の獲得した地域はほぼ全て放棄された。例外はヒンデンブルク線周辺のHavrincourt、RibécourtおよびFlesquièresである。ドイツ軍はこの失地を、Welsh丘陵の南方の土地との交換で埋め合わせた。
犠牲者は両軍ともに約45,000名である。11,000人のドイツ人と9,000人のイギリス人が捕虜として捕えられた。領土に関しては、ドイツ側は初期に被った失地の大部分を回復し、他の場所で僅かな領土を得たが、足し合わせても若干の失地があった。この戦闘はイギリスにとっては、最も頑強な塹壕防御でさえ、新規に可能になった戦法と兵装を用いての奇襲的な歩砲連合の攻撃、そして追加投入された大量の戦車の攻撃をもって挑めば、乗り越えられることを示すものだった。またドイツにとっては、当時ロシア軍に対抗するためにフーチェル将軍により開発されたばかりだった、突撃歩兵が行う浸透戦術の有効性を示すものだった。これらの戦訓は、後に両軍によってうまく遂行された。イギリスからの攻撃のショックからのドイツが復活したことはドイツの士気を高めた。しかしこのような攻撃がその後もあり得ることは、ドイツに対戦車防御や対戦車兵器に資源を割かねばならないことを意味したが、ドイツには余裕がなかった。「戦車に適した地面の場所ならどこでも、このような奇襲がありえる。このような場所は、[短期間で激戦場に変わりうるので]もはや静かな戦線と呼ぶことはできない」 (王太子 ループレヒト)